# Lista de mulheres bilionárias
A revista de negócios americana Forbes compila e publica anualmente uma lista de mulheres bilionárias. A última edição da lista, publicada em março de 2019, inclui 244 mulheres de todo o mundo cuja fortuna pessoal ultrapassa um bilhão de dólares americanos. O patrimônio líquido total de cada indivíduo na lista é estimado, em dólares dos Estados Unidos, com base em seus ativos e contabilização da dívida. Mulheres integrantes de famílias reais ou ocupantes de cargos políticos, cuja riqueza vem de suas posições, são excluídas desta lista.
Desde a morte de Liliane Bettencourt, em 2017, sua herdeira única Françoise Bettencourt Meyers têm ocupado a posição de mulher mais rica do mundo. MacKenzie Bezos, que divorciou-se do também recordista bilionário Jeff Bezos em abril de 2019, não é incluída na lista porque a contagem de sua fortuna individual só foi concluída após a publicação da edição. No entanto, Bezos contabiliza uma fortuna de 34 bilhões de dólares, o que a torna de fato a terceira mulher mais rica do mundo.

## Lista de bilionárias

### 2023
As listas foram publicadas pela Forbes no dia 4 de abril de 2023.
| N.° | Nome                         | Imagem | Fortuna (em bilhões de US$) | Idade                             | Cidadania              | Origem da fortuna              |
| --- | ---------------------------- | ------ | --------------------------- | --------------------------------- | ---------------------- | ------------------------------ |
| 1   | Françoise Bettencourt Meyers |        | 74,8                        | 10 de julho de 1953 (71 anos)     | França                 | L'Oréal                        |
| 2   | Julia Koch                   |        | 59,0                        | 12 de abril de 1962 (62 anos)     | Estados Unidos         | Koch industries                |
| 3   | Alice Walton                 |        | 56.7                        | 07 de outubro de 1949 (75 anos)   | Estados Unidos         | Walmart                        |
| 4   | Jacqueline Mars              |        | 38,3                        | 10 de outubro de 1939 (85 anos)   | Estados Unidos         | Mars, Inc.                     |
| 5   | Miriam Adelson               |        | 35,0                        | 10 de outubro de 1945 (79 anos)   | Israel/ Estados Unidos | Las Vegas Sands                |
| 6   | Rafaela Aponte-Diamant       |        | 31,2                        | 1944/1945 (79–80 anos)            | Itália                 | Mediterranean Shipping Company |
| 7   | Susanne Klatten              |        | 27,4                        | 28 de abril de 1962 (62 anos)     | Alemanha               | Altana, BMW                    |
| 8   | Gina Rinehart                |        | 27                          | 09 de fevereiro de 1954 (71 anos) | Austrália              | Hancock Prospecting            |
| 9   | MacKenzie Scott              |        | 24,4                        | 07 de abril de 1970 (54 anos)     | Estados Unidos         | Amazon.com                     |
| 10  | Iris Fontbona                |        | 23,1                        | 1941/1942 (82–84 anos)            | Chile                  | Antofagasta plc                |

### 2019
As listas foram publicadas pela Forbes no dia 5 de março de 2019.
| N.° | Nome                         | Fortuna (em bilhões de US$) | Idade | Cidadania      | Origem da fortuna                  |
| --- | ---------------------------- | --------------------------- | ----- | -------------- | ---------------------------------- |
| 1   | Françoise Bettencourt Meyers | 49,3                        | 65    | França         | L'Oréal                            |
| 2   | Alice Walton                 | 44,4                        | 69    | Estados Unidos | Walmart                            |
| 3   | Jacqueline Mars              | 23,9                        | 79    | Estados Unidos | Mars, Inc.                         |
| 4   | Yang Huiyan                  | 22,1                        | 38    | China          | Country Garden Holdings            |
| 5   | Susanne Klatten              | 21,0                        | 56    | Alemanha       | Altana BMW                         |
| 6   | Laurene Powell Jobs          | 18,6                        | 55    | Estados Unidos | Apple Inc. The Walt Disney Company |
| 7   | Abigail Johnson              | 15,6                        | 57    | Estados Unidos | Fidelity Investments               |
| 8   | Iris Fontbona                | 15,3                        | 77    | Chile          | Antofagasta PLC                    |
| 9   | Gina Rinehart                | 15,2                        | 65    | Austrália      | Hancock Prospecting                |
| 10  | Kwong Siu-hing               | 15,1                        | 90    | China          | Sun Hung Kai Properties            |